# Ibn al-Dhahabi
Abū Muḥammad ʿAbd Allāh ibn Muḥammad al-Azdī, detto Ibn al-Dhahabī (in arabo ابو محمد عبدالله بن محمد الأزدي‎?; Sohar, X secolo – Valencia, 1033), è stato un medico e chimico arabo.
Ricordato come Ibn al-Dhahabī (in arabo ﺍﺑﻦ ﺍﻟﺫﻫﺒﻲ‎?), fu un medico omanita di nascita, famoso per aver redatto la prima enciclopedia medica del mondo arabo-islamico, organizzata alfabeticamente.

## Biografia
Nacque a Sohar (Oman) ma si trasferì dapprima a Baṣra, poi in Persia - dove studiò sotto al-Biruni e Ibn Sina (Avicenna) -, per poi andare a Gerusalemme e infine a Valencia, in al-Andalus (penisola Iberica islamica).

## Opere
È famoso per aver redatto il Kitāb al-Māʾ (in Lingua araba كتاب الماء, "Il libro dell'acqua"): un'enciclopedia medica che elencava i nomi delle patologie in ordine alfabetico, le medicine relative e i processi fisiologici delle malattie e il loro trattamento.
In questa enciclopedia, Ibn al-Dhahabī non si limita a compilare un elenco di malattie, modi di infettare gli uomini e le medicine utili al loro trattamento, ma aggiunge numerose idee originali circa la funzione di ogni organo umano.
Un aspetto parimenti interessante è costituito anche dal trattamento psicologico dei sintomi del malato. La sua tesi principale è che la cura deve muovere da un'appropriata dieta alimentare e, se persistono i sintomi di un male, far ricorso alle medicine più appropriate, per arrivare infine, se tutto è stato vano, a un trattamento chirurgico.